# ヴァリグ・ブラジル航空254便墜落事故
ヴァリグ・ブラジル航空254便墜落事故とは、ヴァリグ・ブラジル航空が運航するボーイング737-241が、燃料切れにより1989年9月3日に墜落した事故である。

## 事故の概略

### 航空機と乗務員
- 機体：ボーイング737-241、機体記号:PP-VMK
- 機長：32歳 男性
- 副操縦士：29歳 男性
- 客室乗務員: 4名

## 事故の背景
1989年9月3日、254便は北北東のベレン空港に向かっていた。この日は翌年のサッカーワールドカップ南米予選チリvsブラジル戦とあって、国民はこの試合に釘付けになっていた。
254便はサンパウロからベレンまでの定期便で、ウベラバ、ウベルランジア、ゴイアニア、ブラジリア、インペラトリス、マラバを経由する全旅程で8時間20分かかる便であった。サンパウロのグアルーリョス国際空港を9時43分に出発した254便はその後順調にフライトを続けてマラバに到着し、17時20分に最終フライトに向けて準備をした。

## 事故の経緯
副操縦士が外部点検を行っている間、機長はベレンへの方角指示を入力した。フライトプランに指示された値は0270であった。機長はこれを270度と解釈したが、実際の意図は027.0度であった。ヴァリグ航空の方角指示は3桁から4桁に変更されたが、小数点は記載されていなかった。この変更は機長の休暇中に行われた。この混乱が、事故の主原因となった。機長は間違いに気づくことなく、水平姿勢指示計(HSI)に270度、つまり真西の方角を設定した。この設定は、ベレンへのルートと明らかに矛盾していた。
機長はHSIの設定を終えた後、パフォーマンス・マネジメント・システム(PMS)にベレンへの距離として 187海里(346km)を入力した。飛行計画では高度29,000フィート(8,800m、FL290)で48分と示されていた。副操縦士は自分の飛行計画を参照して機器を設定する代わりに、機長の設定した値を参照し、各種設定を済ませた。254便は17:45にマラバから離陸し、真西の270度の方角に飛行した。機長はベレンに近づいたと判断した後、ベレンの管制に降下許可を求めるためVHFで通信をとろうとしたが、なぜか返事はなかった。そのため別のヴァリグ航空 RG266 便を中継として長距離無線を使用し、ベレン管制との通信に成功した。そこで機長は降下許可を管制に求め、管制は許可を出した。。しかし今度は着陸のための、地上の無線標識施設の信号が受信出来なかった。雲より下に降下しても、機体から見慣れたベレンの町や地理的な特徴(マラジョ島やアマゾン川河口といったもの)が見えなかったため、機長は奇妙に感じ、管制にベレン市は停電しているのではないかと問い合わせた。1989年当時、ベレン空港にはレーダーがなかったため十分な確認が取れなかったが、管制は254便はこの空域で唯一の飛行中の機体であることを伝え、着陸許可を出した。
PMSが目的地に対して負の値を示したため、機長はベレンが視認できないかと180度旋回を行い、同時に高度を4,000ft(1,200m)、速度を200ノット(370km/h)に絞ったが、ジャングルと川しか見えなかった。短波で救助を求めることに消極的だった機長は、視認した川はアマゾン川であると信じ、川の下流すぐにベレンの町があると想定して飛行したつもりだったが、視認した川は東西に流れるアマゾン川ではなく南北に流れるシングー川だったため実際は上流に向かっていた。
既に予定していた飛行時間より30分長く飛行していたため、乗客の間には不安が広がっていた。副操縦士が間違いに気づき、機長と副操縦士で航空図を確認し、一番近い空港と信じてサンタレン空港と連絡を取り、ほぼ180度回転して350度の方角に飛行した。必要な燃料を計算して残存燃料を確認したところ、サンタレン空港に到達するために必要な燃料が無いことが判明したため、いまや正しく認識ができていたシングー川に沿って南側に再度方向転換した。機長は自機の正確な位置を知るため、マラバ空港に連絡することにした。しかしマラバ空港と同じ周波数を使う、マラバ空港の南675海里(1,250km)にあるゴイアニア空港のロケータにチューニングしてしまった。この段階で機長は極度に緊張しており、ロケータが出すモールス信号がマラバのものと違っていることに気づかなかった。
20:05にベレンの管制は254便に対し、現在位置を再度要求した。機長はベレンに対し、現在マラバから170度の方角におり、カラジャス空港のベアリングを受けたと返答した。しかし実際はマラバから170度ではなく、ゴイアニアから170度の方角に居た。機長はベレンの管制から、カラジャスのビーコンは19:30から停止していると連絡を受け、混乱した。管制は254便の誘導を容易にするため、カラジャスの滑走路の照射を開始した。ベレンへの十分な燃料が無いことに気づいた機長は、カラジャスに向かうことを決めた。事故を回避する最大の機会を、20:30に逃した。このとき、254便はカチンボ空軍基地から100海里(190km)の位置を飛行していた。この空港は、737型機が着陸可能な非常に大きな空港であった。
最悪、熱帯雨林に強制着陸することは避けなければならなかった。しかし当時、このような緊急事態に対応したマニュアルは存在していなかった。機長と副操縦士は、燃料がなくなるまでは8,800ft(2,400m)の高度で飛行し、着陸時の爆発を防ぎ、エンジンが動いている状態でも十分にフラップや補助翼を動かすための油圧を残すことを決めた。また、失速寸前の速度(約150ノット=280km/h)で飛行することを決めた。降下中に熱帯雨林の中に非常に小さな光を発見した。その光は発電機のある農家から出たものだった。20:40に機長はベレンの管制に、熱帯雨林に強制着陸をすることを連絡した。数分後、残燃料が15分となった時に、機長は乗客に状況を伝えた。燃料が残り100kg(約200lb)になったとき、左エンジンが停止した。右エンジンは更に2分間動き、停止した。
エンジン停止後も、エンジンに空気が通過していたことにより、信頼性は低いものの油圧制御が可能となっていた。そこで機長はフラップを下げたが、油圧システムが壊れたため、ポジション2(約10度の位置)までしか下がらなかった。バッテリーが放電され電力が供給されなくなったため、コクピットで動作する計器は、姿勢計、高度計、対気速度計、垂直速度計の4つだけになった。コクピットから見えるのは遠くの熱帯雨林の火災による僅かな光だけだった。21:06、飛行機は地上50mの木に衝突し、墜落した。
衝突による衝撃により、固定されたシートベルトがない乗客が飛行機の前に投げ出された。いくつかの座席が床から離れ、前に投げ出された。2本の太い木が両方の翼を引き裂き、胴体のひねりを引き起こした。多くの座席が外れ、乗客の頭上の天井が落下した。 速度が約35ノット(65km/h)に低下した後、254便は30mを少し走行し、右に横転して停止した。

## 救助
着陸時に機体は分解しなかったが、不時着の場所が森であったため乗客48名の内13名が衝突により死亡している。機長は奇跡的に無傷であったが、副操縦士は重傷を負った。なお、燃料切れのため火災は発生しなかった。
墜落の2日後、生存者のうち4名が助けを求めて歩き始めた。熱帯雨林の中を2～3時間歩いたところ、サン・ジョゼー・ド・シングーの農場(Curunaré firm)にたどり着いた。当時この農場には通信機器がなかったため、車で別の農場(Serrão da Prata)に移動し、12:30頃到着した。そこでサンパウロの北400kmにあるフランカ空港に通信を取った。16:27、ブラジル空軍のエンブラエル EMB 110が墜落現場の上に食品パッケージを落とした。翌日正午、墜落から4日目になる前に、すべての生存者がブラジル空軍により救助された。
41名の生存者は、ヘリコプターで50km先のサン・ホセ・ド・シングーまで移動し、そこから北西に300kmのカチンボ空軍基地まで飛行機で移動した。そこから更に移動し、ブラジリア基地病院に入院した。

## 事故の原因
B737-200型機は古いタイプで、INSを使用した自動操縦が行われていた。このタイプでは方位角度に小数点以下が入力できなかった。しかし、B737の新型は小数点以下の入力にも対応し、ヴァリグ・ブラジル航空は全てのフライトプランで従来「027」度として書かれていたものを「0270」と記載した。
ところが、機長はこのフライトプランの変更時に休暇を取っていた。そのため休暇から復帰した後のフライトからこの変化に混乱していたと思われる。そして、254便の向かう方角は27度のため、「0270」と記載されていたが、機長と副操縦士はともに方角を上3桁の「027」ではなく下3桁の「270」に誤って設定してしまった。機体は本来の航路である北北東ではなくジャングルのある真西に向かってしまい、そのまま燃料が尽きてしまった。
管制官にもある程度の問題が指摘された。当日はサッカーの試合に誰もが釘付けだったため、ベレンの管制官は試合をラジオで聞きながら管制を行っていたとされた。そのため気が散っていたことから、長距離用無線でしか通じないことや、無線標識施設の信号が届いていない時点で、254便が異常な場所にいることにも気づくべきだったが、気づけなかった。
また誰もが、機長がミスを犯すわけがないと思っていたことも原因の一つである。副操縦士もINSの方角設定を間違えたのは、機長が間違えるわけがないと思い込んだからであった。さらに、乗客のうち少なくとも3人は客室乗務員に「方角がおかしいのではないか」と訴えたが、客室乗務員はクルーに連絡をしなかった。結果として254便はそのまま雲の上を飛び続け、手遅れになるまで問題はクルーに届かなかった。

## その後
ヴァリグ・ブラジル航空は、フライトプランの仕様を変えて、小数点を記すようになった。またブラジルは、航空機の失踪を防ぐため、国全域をカバーできる最新のレーダーシステムを導入した。

## この事故を扱った番組
- メーデー!:航空機事故の真実と真相 第12シーズン第3話「Vanishing Act」
- 水トク！「世界衝撃映像100連発★平成最後の超有名ド迫力SP」